# 亞當·科沃斯基
亞當·科沃斯基（波蘭語：Adam Kowalski；1994年9月16日—）是一位波蘭排球運動員。他現在效力於波蘭球隊Cerrad Czarni Radom。他也是波蘭國家男子排球隊的一員。